# Pitangelo
Pitangelo (in greco antico: Πυθάγγελος?, Pytáhnghelos; Atene, metà V secolo a.C. – ...) è stato un drammaturgo e grammatico greco antico.

## Biografia e opere
A lui fa riferimento Aristofane ne Le rane per bocca di Eracle e questa è l'unica attestazione dell'esistenza di questo tragediografo, peraltro mediocre secondo Aristofane. Lo scoliasta de Le rane aggiunge che Pitangelo fu anche grammatico.